# Fédération des Sociétés de fonctionnaires et des associations du parapublic vaudois
Pour les articles homonymes, voir FSF.
La Fédération des Sociétés de fonctionnaires et des associations du parapublic vaudois (FSF), est le principal syndicat de la fonction publique du canton de Vaud. Fondée en 1920, elle est formée de 18 associations professionnelles, représentant plus de 11 000 collaborateurs et retraités de la fonction publique et du secteur parapublic vaudois. Elle est présidée depuis juin 2018 par Alexandre Cavin, et son Secrétariat Général est assumé par David Jeanquartier.

## Associations membres
| Sigle            | Association                                                                        | Fondation | Adhésion | Membres |
| ---------------- | ---------------------------------------------------------------------------------- | --------- | -------- | ------- |
| ACV              | Association des cantonniers vaudois                                                |           |          |         |
| AFHEP            | Association des formateurs de la HEP-VD                                            |           |          |         |
| AIF              | Association des ingénieurs forestiers de l'Administration cantonale vaudoise       |           |          |         |
| APACRO           | Association du personnel administratif des Centres régionaux d'orientation         |           |          |         |
| APHEIG           | Association des professeurs de l'École d'ingénieurs du canton de Vaud              |           |          |         |
| APGV             | Association professionnelle des gendarmes vaudois                                  |           |          |         |
| APHEV            | Association professionnelle des huissiers de l'État de Vaud                        |           |          |         |
| ASI              | Association suisse des infirmières et infirmiers - Section Vaud                    |           |          |         |
| ASPF             | Association des surveillants permanents de la faune                                |           |          |         |
| ASSOPF           | Association des préposés et fonctionnaires des Offices des poursuites et faillites |           |          |         |
| AVADES           | Association vaudoise des assistant(e)s de direction d'Etablissements scolaires     |           |          |         |
| AVAP             | Association vaudoise des agents pénitentiaires                                     |           |          |         |
| AVPO             | Association vaudoise des psychologues en orientation                               |           |          |         |
| La Ministérielle | Association cantonale des pasteurs et diacres                                      |           |          |         |
| SPV              | Société pédagogique vaudoise                                                       |           |          |         |
| SSV              | Syndicat de la sûreté vaudoise                                                     |           |          |         |
| SVCRF            | Société vaudoise des conservateurs du registre foncier                             |           |          |         |
| UREV             | Union des retraités de l'État de Vaud                                              |           |          |         |